# Alliant RQ-6 Outrider
El vehículo aéreo no tripulado (UAV) Alliant RQ-6 Outrider fue diseñado para proporcionar información en tiempo casi real de reconocimiento, vigilancia y adquisición de blancos (ISTAR) para las fuerzas aéreas y terrestres del Cuerpo de Marines, Brigadas del Ejército y unidades desplegadas de la Armada de los Estados Unidos, ya que era lo suficientemente pequeño como para que un sistema completo cupiera en dos Humvee más remolques, o en un único avión de carga C-130 Hercules.
El proyecto comenzó en 1996 y fue cancelado en 1999.
La "R" es la designación del Departamento de Defensa para el reconocimiento; la "Q" significa sistema de aeronave no tripulada. El "6" se refiere a que es el sexto de una serie de sistemas de aeronaves no tripuladas específicas.

## Operadores
Estados Unidos
- Ejército de los Estados Unidos

## Especificaciones
Referencia datos: GlobalSecurity.org, UAV Annual Report FY 1996

### Características generales
- Tripulación: 0
- Carga: 27 kg (59,5 lb)
- Longitud: 3 m (9,9 ft)
- Envergadura: 3,4 m (11,1 ft)
- Altura: 1,6 m (5,1 ft)
- Peso vacío: 136 kg (299,7 lb)
- Planta motriz: 1× motor bóxer de 4 cilindros refrigerado por aire McCulloch 4318F.
  - Potencia: 37 kW (51 HP; 50 CV)
- Hélices: Bipala propulsora de paso fijo

### Rendimiento
- Velocidad máxima operativa (Vno): 200 km/h (124 MPH; 108 kt)
- Velocidad crucero (Vc): 170 km/h (106 MPH; 92 kt)
- Velocidad de entrada en pérdida (Vs): 63 km/h (39 MPH; 34 kt)
- Techo de vuelo: 4600 m (15 092 ft)
- Régimen de ascenso: 8,1 m/s (1594 ft/min)

## Aeronaves relacionadas

### Secuencias de designación
- Secuencia _Q-_ (Vehículos aéreos no tripulados estadounidenses, 1962-presente): ← Q-3 - Q-4/C - Q-5 - Q-6 - Q-7 - Q-8/C - Q-9 →